# Lago Quenz
El lago Quenz (en alemán: Quenzsee) es un lago situado al oeste de la ciudad de Berlín, en el distrito rural independiente de Brandeburgo, en el estado de Brandeburgo (Alemania); tiene un área de 68 hectáreas y una profundidad media de 3 metros. Este lago es atravesado por el río Havel, proveniente del lago Plauer.
Durante la Segunda Guerra Mundial una mansión cercana a este lago sirvió de base para la Operación Pastorius.